# Life jeugdboeken
Life Jeugdboeken is een Nederlandse boekenreeks voor jongeren. De reeks is een imprint van Uitgeverij Holland, gestart in 1997 en bevat boeken van onder andere Bobje Goudsmit, Mieke van Hooft, Leny van Grootel, Wilma Geldof, Gonneke Huizing en Theo-Henk Streng. 
De reeks wordt voor het merendeel gevuld door Nederlandse schrijvers die vaak dagelijks in contact komen met jongeren via hun werk. De onderwerpen richten zich op de directe belevingswereld van jongeren, zoals skeeleren, de modellenwereld, loverboys, jeugdcriminaliteit, de wereld van de topsport, liefde, stalking, een ongewenste zwangerschap, etc. Inmiddels zijn meer dan 40 titels verschenen. 

Een aantal titels uit de reeks is genomineerd door de Jonge Jury.